# Államok vezetőinek listája 1964-ben
Ezen az oldalon az 1964-ben fennálló államok vezetőinek névsora olvasható földrészek, majd országok szerinti bontásban.

## Európa
- Albánia (népköztársaság)
  - A kommunista párt főtitkára – Enver Hoxha (1944–1985)
  - Államfő - Haxhi Lleshi (1953–1982), lista
  - Kormányfő - Mehmet Shehu (1954–1981), lista
- Andorra (parlamentáris társhercegség)
  - Társhercegek
    - Francia társherceg - Charles de Gaulle (1959–1969), lista
    - Episzkopális társherceg - Ramon Iglesias i Navarri (1943–1969), lista
- Ausztria (szövetségi köztársaság)
  - Államfő - Adolf Schärf (1957–1965), lista
  - Kancellár - 
    1. Alfons Gorbach (1961–1964)
    2. Josef Klaus (1964–1970), szövetségi kancellár lista
- Belgium (parlamentáris monarchia)
  - Uralkodó - I. Baldvin király (1951–1993)
  - Kormányfő - Théo Lefèvre (1961–1965), lista
- Bulgária (népköztársaság)
  - A kommunista párt vezetője – Todor Zsivkov (1954–1989), a Bolgár Kommunista Párt főtitkára
  - Államfő - 
    1. Dimitar Ganev (1958–1964)
    2. Georgi Kulisev + Nikolai Georgiev (1964), ügyvivők
    3. Georgi Trajkov (1964–1971), lista

  - Kormányfő - Todor Zsivkov (1962–1971), lista
- Ciprus (köztársaság)
  - Államfő - III. Makáriosz ciprusi érsek (1960–1974), lista
- Csehszlovákia (népköztársaság)
  - A kommunista párt vezetője – Antonín Novotný (1953–1968), a Csehszlovák Kommunista Párt főtitkára
  - Államfő - Antonín Novotný (1957–1968), lista
  - Kormányfő - Jozef Lenárt (1963–1968), lista
- Dánia (parlamentáris monarchia)
  - Uralkodó - IX. Frigyes király (1947–1972)
  - Kormányfő - Jens Otto Krag (1962–1968), lista
  -  Feröer
    - Kormányfő – Hákun Djurhuus (1963–1967), lista
- Egyesült Királyság (parlamentáris monarchia)
  - Uralkodó - II. Erzsébet Nagy-Britannia királynője (1952–2022)
  - Kormányfő - 
    1. Sir Alec Douglas-Home (1963–1964)
    2. Harold Wilson (1964–1970), lista
- Finnország (köztársaság)
  - Államfő - Urho Kekkonen (1956–1981), lista
  - Kormányfő - 
    1. Reino Ragnar Lehto (1963–1964)
    2. Johannes Virolainen (1964–1966), lista

  -  Åland – 
    - Kormányfő – Hugo Johansson (1955–1967)
- Franciaország (köztársaság)
  - Államfő - Charles de Gaulle (1959–1969), lista
  - Kormányfő – Georges Pompidou (1962–1968), lista
- Görögország (monarchia)
  - Uralkodó – 
    1. Pál király (1947–1964)
    2. II. Konstantin király (1964–1973)[1]

  - Kormányfő - 
    1. Joannisz Paraszkevopulosz (1963–1964)
    2. Jórgosz Papandréu (1964–1965), lista
- Hollandia (parlamentáris monarchia)
  - Uralkodó - Julianna királynő (1948–1980)
  - Miniszterelnök - Victor Marijnen (1963–1965), lista
  -  Holland Antillák (a Holland Királyság tagállama)
    - Kormányzó - Cola Debrot (1962–1970), lista
    - Miniszterelnök - Efraïn Jonckheer (1954–1968), lista

  -  Suriname (a Holland Királyság tagállama)
    - Főkormányzó - 
      1. Archibald Currie (1963–1964)
      2. François Haverschmidt (1964–1965), lista

    - Miniszterelnök - Johan Adolf Pengel (1963–1969), lista
- Izland (köztársaság)
  - Államfő - Ásgeir Ásgeirsson (1952–1968), lista
  - Kormányfő - Bjarni Benediktsson (1963–1970), lista
- Írország (köztársaság)
  - Államfő - Éamon de Valera (1959–1973), lista
  - Kormányfő - Seán Lemass (1959–1966), lista
- Jugoszlávia (népköztársaság)
  - A kommunista párt vezetője – Josip Broz Tito (1936–1980), a Jugoszláv Kommunista Liga Elnökségének elnöke
  - Államfő - Josip Broz Tito (1953–1980), Jugoszlávia Elnöksége elnöke, lista
  - Kormányfő - Petar Stambolić (1963–1967), lista
- Lengyelország (népköztársaság)
  - A kommunista párt vezetője – Władysław Gomułka (1956–1970), a Lengyel Egyesült Munkáspárt KB első titkára
  - Államfő - 
    1. Aleksander Zawadzki (1952–1964)
    2. Edward Ochab + Stanisław Kulczyński + Oskar R. Lange + Bolesław Podedworny (1964), ügyvivők
    3. Edward Ochab (1964–1968), lista

  - Kormányfő - Józef Cyrankiewicz (1954–1970), lista
- Liechtenstein
  - Uralkodó - II. Ferenc József herceg (1938–1989)
  - Kormányfő - Gerard Batliner (1962–1970), lista
- Luxemburg (parlamentáris monarchia)
  - Uralkodó - 
    1. Sarolta nagyherceg (1919–1964)[2]
    2. János nagyherceg (1964–2000)

  - Kormányfő - Pierre Werner (1959–1974), lista
- Magyarország (népköztársaság)
  - A kommunista párt vezetője – Kádár János (1956–1988), a Magyar Szocialista Munkáspárt első titkára
  - Államfő - Dobi István (1952–1967), az Elnöki Tanács elnöke, lista
  - Kormányfő - Kádár János (1961–1965), lista
- Málta (monarchia)
- Málta gyarmat 1964. szeptember 21-én nyerte el függetlenségét.
  - Uralkodó – II. Erzsébet, Málta királynője (1964–1974)
  - Főkormányzó - Sir Maurice Henry Dorman (1962–1971)[3] lista
  - Kormányfő - Giorgio Borg Olivier (1962–1971),[4] lista
- Monaco
  - Uralkodó - III. Rainier herceg (1949–2005)
  - Államminiszter - Jean Reymond (1963–1966), lista
- NDK (Német Demokratikus Köztársaság) (népköztársaság)
  - A kommunista párt vezetője – Walter Ulbricht (1950–1971), a Német Szocialista Egységpárt főtitkára
  - Államfő – Walter Ulbricht (1960–1973), az NDK Államtanácsának elnöke
  - Kormányfő – 
    1. Otto Grotewohl (1949–1964)
    2. Willi Stoph (1964–1973), az NDK Minisztertanácsának elnöke
- NSZK (Német Szövetségi Köztársaság) (szövetségi köztársaság)
  - Államfő - Heinrich Lübke (1959–1969), lista
  - Kancellár - Ludwig Erhard (1963–1966), lista
- Norvégia (parlamentáris monarchia)
  - Uralkodó - V. Olaf király (1957–1991)
  - Kormányfő - Einar Gerhardsen (1963–1965), lista
- Olaszország (köztársaság)
  - Államfő - 
    1. Antonio Segni (1962–1964)
    2. Cesare Merzagora (1964), ügyvivő
    3. Giuseppe Saragat (1964–1971), lista

  - Kormányfő - Aldo Moro (1963–1968), lista
- Portugália (köztársaság)
  - Államfő - Américo Tomás (1958–1974), lista
  - Kormányfő - António de Oliveira Salazar (1933–1968), lista
- Románia (népköztársaság)
  - A kommunista párt vezetője – Gheorghe Gheorghiu-Dej (1955–1965), a Román Kommunista Párt főtitkára
  - Államfő - Gheorghe Gheorghiu-Dej (1961–1965), lista
  - Kormányfő - Ion Gheorghe Maurer (1961–1974), lista
- San Marino (köztársaság)
  -     1. Giovan Luigi Franciosi és Domenico Bollini (1963–1964)
    2. Marino Benedetto Belluzzi és Eusebio Reffi (1964)
    3. Giuseppe Micheloni és Pier Marino Mularoni (1964–1965), régenskapitányok
- Spanyolország (totalitárius állam)
  - Államfő – Francisco Franco (1936–1975)
  - Kormányfő - Francisco Franco (1938–1973), lista
- Svájc (konföderáció)
  - Szövetségi Tanács:[5]
Paul Chaudet (1954–1966), Friedrich Traugott Wahlen (1958–1965), Willy Spühler (1959–1970), Ludwig von Moos (1959–1971), elnök, Hans-Peter Tschüdi (1959–1973), Hans Schaffner (1961–1969), Roger Bonvin (1962–1973)
- Svédország (parlamentáris monarchia)
  - Uralkodó - VI. Gusztáv Adolf király (1950–1973)
  - Kormányfő - Tage Erlander (1946–1969), lista
- Szovjetunió (szövetségi népköztársaság)
  - A kommunista párt vezetője – 
    1. Nyikita Hruscsov (1953–1964)
    2. Leonyid Brezsnyev (1964–1982), a Szovjetunió Kommunista Pártjának főtitkára

  - Államfő – 
    1. Leonyid Brezsnyev (1960–1964)
    2. Anasztasz Mikojan (1964–1965), lista

  - Kormányfő – 
    1. Nyikita Hruscsov (1958–1964)
    2. Alekszej Koszigin (1964–1980), lista
- Vatikán (abszolút monarchia)
  - Uralkodó - VI. Pál pápa (1963–1978)
  - Államtitkár - Amleto Giovanni Cicognani (1961–1969), lista

## Afrika
- Algéria (köztársaság)
  - Államfő - Ahmed Ben Bella (1963–1965), lista
- Burundi (monarchia)
  - Uralkodó – IV. Mwambutsa Bangiriceng király (1915–1966)
  - Kormányfő –
    1. Pierre Ngendandumwe (1963–1964)
    2. Albin Nyamoya (1964–1965), lista
- Csád (köztársaság)
  - Államfő - François Tombalbaye (1960–1975), lista
  - Kormányfő - François Tombalbaye (1959–1975), lista
- Dahomey (köztársaság)
  - Államfő - 
    1. Christophe Soglo (1963–1964)
    2. Sourou-Migan Apithy (1964–1965), lista

  - Kormányfő - 
    1. Justin Ahomadégbé-Tomêtin (1964–1965)
    2. Christophe Soglo (1965–1967), lista
- Dél-afrikai Köztársaság (köztársaság)
  - Államfő - Charles Robberts Swart (1961–1967), lista
  - Kormányfő – Hendrik Verwoerd (1958–1966), lista
- Egyiptom (köztársaság)
  - Államfő – Gamal Abden-Nasszer (1954–1970), lista
  - Kormányfő – Ali Szabri (1962–1965), lista
- Elefántcsontpart (köztársaság)
  - Államfő - Félix Houphouët-Boigny (1960–1993), lista
- Etiópia (köztársaság)
  - Uralkodó - Hailé Szelasszié császár (1930–1974)[6]
  - Miniszterelnök - Aklilu Habte-Wold (1961–1974), lista
- Felső-Volta (köztársaság)
  - Államfő - Maurice Yaméogo (1959–1966),[7] lista
- Gabon (köztársaság)
  - Államfő - 
    1. Léon M'ba (1960–1964)
    2. Jean-Hilaire Aubame (1964)
    3. Léon M’ba (1964–1967), lista
- Ghána (köztársaság)
  - Államfő - Kwame Nkrumah (1960–1966), lista
- Guinea (köztársaság)
  - Államfő - Sékou Ahmad Touré (1958–1984), lista
- Kamerun (köztársaság)
  - Államfő - Ahmadou Ahidjo (1960–1982), lista
  - Kormányfő – 
Kelet-Kamerun: Charles Assalé (1960–1965), lista
Nyugat-Kamerun: John Ngu Foncha (1959–1965),[8] lista
- Kenya (köztársaság)
- Kenya nemzetközösségi terület 1964. december 12-én nyerte el végleges függetlenségét.
  - Uralkodó - II. Erzsébet, Kenya királynője (1963–1964)
  - Főkormányzó - Malcolm MacDonald (1963–1964), Kenya főkormányzója[9]
  - Államfő - Jomo Kenyatta (1964–1978), lista
  - Kormányfő - Jomo Kenyatta (1963–1964), lista
- Kongói Köztársaság (Kongó-Brazzaville) (köztársaság)
  - Államfő - Alphonse Massemba-Débat (1963–1968), lista
  - Kormányfő – Pascal Lissouba (1963–1966), lista
- Kongói Demokratikus Köztársaság (Kongó-Léopoldville) (köztársaság)
- A Kongó Köztársaság (Léopoldville) 1964. augusztus 1-én változtatta nevét Kongói Demokratikus Köztársaságra.
  - Államfő - Joseph Kasa-Vubu (1960–1965), lista
  - Kormányfő – 
    1. Cyrille Adoula (1961–1964)
    2. Moise Tshombe (1964–1965)
- Közép-afrikai Köztársaság (köztársaság)
  - Államfő - David Dacko (1960–1966), elnök
- Libéria (köztársaság)
  - Államfő - William Tubman (1944–1971), lista
- Líbia (monarchia)
  - Uralkodó – I. Idrisz király (1951–1969)
  - Kormányfő - 
    1. Mohieddin Fikini (1963–1964)
    2. Mahmúd al-Muntazír (1964–1965), lista
- Malgas Köztársaság
  - Államfő - Philibert Tsiranana (1959–1972),[10] lista
- Malawi (monarchia)
- Nyaszaföld 1964. július 6-án nyerte el függetlenségét.
  - Uralkodó – II. Erzsébet, Malawi királynője (1964–1966)
  - Főkormányzó – Sir Glyn Smallwood Jones (1961–1966)[11]
  - Kormányfő – Hastings Banda (1963–1966),[12] lista
- Mali (köztársaság)
  - Államfő - Modibo Keïta (1960–1968), lista
  - Kormányfő - Modibo Keïta (1959–1966),[13] lista
- Marokkó (alkotmányos monarchia)
  - Uralkodó - II. Haszan király (1961–1999)
- Mauritánia (köztársaság)
  - Államfő - Moktar Úld Daddah (1960–1978), lista
- Niger (köztársaság)
  - Államfő - Hamani Diori (1960–1974), lista
- Nigéria (köztársaság)
  - Államfő - Nnamdi Azikiwe (1960–1966), lista
  - Kormányfő – Sir Abubakar Tafawa Balewa (1957–1966),[14] lista
- Ruanda (köztársaság)
  - Államfő - Grégoire Kayibanda (1961–1973),[15] lista
- Sierra Leone (monarchia)
  - Uralkodó - II. Erzsébet királynő (1961–1971)
  - Főkormányzó - Sir Henry Josiah Lightfoot Boston (1962–1967), lista
  - Kormányfő - 
    1. Sir Milton Margai (1954–1964)[16]
    2. Sir Albert Margai (1964–1967), lista
- Szenegál (köztársaság)
  - Államfő - Léopold Sédar Senghor (1960–1980), lista
- Szomália (köztársaság)
  - Államfő – Aden Abdullah Oszman Daar (1960–1967), lista
  - Kormányfő - 
    1. Abdirasíd Ali Sermarke (1960–1964)
    2. Abdirizak Hadzsi Huszein (1964–1967), lista
- Szudán (köztársaság)
  - Államfő - 
    1. Ibrahim Abbúd (1958–1964)
    2. Szirr al-Khatím al-Khalífa (1964)
    3. Szuverenitási Bizottság (1964–1965), lista

  - Kormányfő – 
    1. Ibrahim Abbúd (1958–1964)
    2. Szirr al-Khatím al-Khalífa (1964–1965), lista
- Tanganyika (köztársaság)
- 1964. április 26-án egyesült Zanzibárral, és megalakult Tanzánia.
  - Államfő - Julius Nyerere (1962–1964),[17] lista
- Tanzánia (köztársaság)
- Tanganyika és Zanzibár egyesülésével jött létre 1964. április 26-án.
  - Államfő - Julius Nyerere (1962–1985),[18] lista
- Togo (köztársaság)
  - Államfő - Nicolas Grunitzky (1963–1967), lista
- Tunézia (köztársaság)
  - Államfő - Habib Burgiba (1957–1987), lista
- Uganda (köztársaság)
  - Államfő - Sir Edward Mutesa II (1963–1966), lista
  - Kormányfő - Milton Obote (1962–1966), lista
- Zambia (köztársaság)
- Észak-Rodézia 1964. október 24-én vált függetlenné.
  - Kormányzó - Sir Evelyn Dennison Hone (1959–1964), Észak-Rodézia kormányzója
  - Államfő - Kenneth Kaunda (1964–1991), lista
  - Kormányfő - Kenneth Kaunda (1964), lista
- Zanzibár
- A Zanzibári Szultánság 1964. január 12-én vált Zanzibár és Pemba Népköztársasággá, majd 1964. április 26-án egyesült Tanganyikával, így létrejött Tanzánia.
  - Uralkodó - Szajjíd Sir Dzsamsid szultán (1963–1964)
  - Államfő – Abeid Amani Karume sejk (1964–1972), elnök
  - Kormányfő - 
    1. Sejk Muhammad Szamte Hamadí (1961–1964)
    2. Abdullah Kasszím Hanga (1964), lista

## Dél-Amerika
- Argentína (köztársaság)
  - Államfő - Arturo Umberto Illia (1963–1966), lista
- Bolívia (köztársaság)
  - Államfő - 
    1. Víctor Paz Estenssoro (1960–1964)
    2. Alfredo Ovando Candía (1964)
    3. Alfredo Ovando Candía + René Barrientos (1964)
    4. René Barrientos (1964–1965), a Katonai Junta elnöke, lista
- Brazília (köztársaság)
  - Államfő - 
    1. João Goulart (1961–1964)
    2. Pascoal Ranieri Mazzilli (1964), ügyvivő
    3. Humberto de Alencar Castelo Branco (1964–1967), lista
- Chile (köztársaság)
  - Államfő - 
    1. Jorge Alessandri (1958–1964)
    2. Eduardo Frei Montalva (1964–1970), lista
- Ecuador (köztársaság)
  - Államfő - Ramón Castro Jijón (1963–1966), lista
- Kolumbia (köztársaság)
  - Államfő - Guillermo León Valencia (1962–1966), lista
- Paraguay (köztársaság)
  - Államfő - Alfredo Stroessner (1954–1989), lista
- Peru (köztársaság)
  - Államfő - Fernando Belaúnde Terry (1963–1968), lista
  - Kormányfő - Fernando Schwalb López Aldana (1963–1965), lista
- Uruguay (köztársaság)
  - Államfő - 
    1. Daniel Fernández Crespo (1963–1964)
    2. Luis Giannattasio (1964–1965), lista
- Venezuela (köztársaság)
  - Államfő - 
    1. Rómulo Betancourt (1959–1964)
    2. Raúl Leoni (1964–1969), lista

## Észak- és Közép-Amerika
- Amerikai Egyesült Államok (köztársaság)
  - Államfő - Lyndon B. Johnson (1963–1969), lista
- Costa Rica (köztársaság)
  - Államfő - Francisco Orlich Bolmarcich (1962–1966), lista
- Dominikai Köztársaság (köztársaság)
  - Államfő - Triumvirátus (1963–1965), lista
- Salvador (köztársaság)
  - Államfő - Julio Adalberto Rivera Carballo (1962–1967), lista
- Guatemala (köztársaság)
  - Államfő - Enrique Peralta Azurdia (1963–1966), lista
- Haiti (köztársaság)
  - Államfő - François Duvalier (1957–1971), Haiti örökös elnöke, lista
- Honduras (köztársaság)
  - Államfő - Oswaldo López Arellano (1963–1971), lista
- Jamaica (parlamentáris monarchia)
  - Uralkodó - II. Erzsébet királynő, Jamaica királynője, (1962–2022)
  - Főkormányzó - Sir Clifford Campbell (1962–1973), lista
  - Kormányfő - Sir Alexander Bustamante (1962–1967), lista
- Kanada (parlamentáris monarchia)
  - Uralkodó - II. Erzsébet királynő, Kanada királynője, (1952–2022)
  - Főkormányzó - Georges Vanier (1959–1967), lista
  - Kormányfő - Lester Bowles Pearson (1963–1968), lista
- Kuba (népköztársaság)
  - Államfő - Osvaldo Dorticós Torrado (1959–1976), lista
  - Miniszterelnök - Fidel Castro (1959–2008), lista
- Mexikó (köztársaság)
  - Államfő - 
    1. Adolfo López Mateos (1958–1964)
    2. Gustavo Díaz Ordaz (1964–1970), lista
- Nicaragua (köztársaság)
  - Államfő - René Schick (1963–1966), lista
- Panama (köztársaság)
  - Államfő - 
    1. Roberto Francisco Chiari Remón (1960–1964)
    2. Marco Aurelio Robles (1964–1968), lista
- Trinidad és Tobago (köztársaság)
  - Uralkodó - II. Erzsébet királynő (1962–1976)
  - Főkormányzó - Sir Solomon Hochoy (1960–1972)[19] lista
  - Kormányfő - Eric Williams (1956–1981),[19] lista

## Ázsia
- Afganisztán (köztársaság)
  - Uralkodó – Mohamed Zahir király (1933–1973)
  - Kormányfő – Mohammad Juszúf (1963–1965), lista
- Bhután (abszolút monarchia)
  - Uralkodó - Dzsigme Dordzsi Vangcsuk király (1952–1972)
  - Kormányfő - 
    1. Dzsigme Palden Dordzsi (1952–1964)
    2. Lendup Dordzsi (1964), ügyvivő, lista
- Burma (köztársaság)
  - Államfő - Ne Vin (1962–1981), lista
  - Kormányfő - Ne Vin (1962–1974), lista
- Ceylon (alkotmányos monarchia)
  - Uralkodó – II. Erzsébet, Ceylon királynője (1952–1972)
  - Főkormányzó – William Gopallawa (1962–1972), lista
  - Kormányfő - Szirimávó Bandáranájaka (1960–1965), lista
- Fülöp-szigetek (köztársaság)
  - Államfő - Diosdado Macapagal (1961–1965), lista
- India (köztársaság)
  - Államfő - Sarvepalli Radhakrishnan (1962–1967), lista
  - Kormányfő - 
    1. Jawaharlal Nehru (1947–1964)
    2. Gulzarilal Nanda (1964)
    3. Lal Bahadur Shastri (1964–1966), lista
- Indonézia (köztársaság)
  - Államfő - Sukarno (1945–1967), lista
- Irak (köztársaság)
  - Államfő - Abdul Szalam Arif (1963–1966), lista
  - Kormányfő - Tahir Jahja (1963–1965), lista
- Irán (monarchia)
  - Uralkodó – Mohammad Reza Pahlavi sah (1941–1979)
  - Kormányfő – 
    1. Aszadollah Alam (1962–1964)
    2. Haszán-Ali Manszúr (1964–1965), lista
- Izrael (köztársaság)
  - Államfő - Zalmán Sazár (1963–1973), lista
  - Kormányfő - Lévi Eskól (1963–1969), lista
- Japán (parlamentáris monarchia)
  - Uralkodó - Hirohito császár (1926–1989)
  - Kormányfő - 
    1. Hajato Ikeda (1960–1964)
    2. Eiszaku Szató (1964–1972), lista
- Jemen (köztársaság)
  - Államfő - Abdullah al-Sallal (1962–1967), lista
  - Kormányfő – 
    1. Abdul Rahman al-Irjáni (1963–1964)
    2. Haszan al-Amri (1964)
    3. Hamúd al-Gajífi (1964–1965), lista
- Jordánia (alkotmányos monarchia)
  - Uralkodó - Huszejn király (1952–1999)
  - Kormányfő - 
    1. Huszein bin Nasszer (1963–1964)
    2. Bahdzsat Talhúni (1964–1965), lista
- Kambodzsa (köztársaság)
  - Államfő - Norodom Szihanuk herceg (1960–1970), lista
  - Kormányfő - Norodom Kantol herceg (1962–1966), lista
- Kína (népköztársaság)
  - A kommunista párt főtitkára - Mao Ce-tung (1935–1976), főtitkár
  - Államfő - Liu Sao-csi (1959–1968), lista
  - Kormányfő - Csou En-laj (1949–1976), lista
- Dél-Korea (köztársaság)
  - Államfő - Pak Csong Hi (1962–1979), lista
  - Kormányfő - 
    1. Cshö Duszon (1963–1964)
    2. Csong Ilgvon (1964–1970), lista
- Észak-Korea (népköztársaság)
  - A kommunista párt főtitkára - Kim Ir Szen (1948–1994), főtitkár, országvezető
  - Államfő - Csoi Jongkun (1957–1972), Észak-Korea elnöke
  - Kormányfő - Kim Ir Szen (1948–1972), lista
- Kuvait (alkotmányos monarchia)
  - Uralkodó - III. Abdullah emír (1950–1965)
  - Kormányfő - Szabáh al-Szalím asz-Szabáh (1963–1965), lista
- Laosz (monarchia)
  - Uralkodó - Szavangvatthana király (1959–1975)
  - Kormányfő - Szuvanna Phumma herceg (1962–1975), lista
- Libanon (köztársaság)
  - Államfő - 
    1. Fuad Csehab (1958–1964)
    2. Charles Helou (1964–1970), lista

  - Kormányfő - 
    1. Rashid Karami (1961–1964)
    2. Huszein al-Ovejni (1964–1965), lista
- Malajzia (parlamentáris monarchia)
  - Uralkodó - Tuanku Syed Putra szultán (1960–1965)
  - Kormányfő - Tuanku Abdul Rahman (1955–1970),[20] lista
- Maszkat és Omán (abszolút monarchia)
  - Uralkodó - III. Szaid szultán (1932–1970)
- Mongólia (népköztársaság)
  - A kommunista párt vezetője – Jumdzságin Cedenbál (1958–1984), Mongol Forradalmi Néppárt Központi Bizottságának főtitkára
  - Államfő - Dzsamszrangín Szambú (1954–1972), Mongólia Nagy Népi Hurálja Elnöksége elnöke, lista
  - Kormányfő - Jumdzságin Cedenbál (1952–1974), lista
- Nepál (alkotmányos monarchia)
  - Uralkodó - Mahendra király (1955–1972)
  - Kormányfő - 
    1. Szurja Bahadur Thapa (1963–1964)
    2. Tulszi Giri (1964–1965), lista
- Pakisztán (köztársaság)
  - Államfő - Ayub Khan (1958–1969), lista
- Szaúd-Arábia (abszolút monarchia)
  - Uralkodó - 
    1. Szaúd király (1953–1964)
    2. Fejszál király (1964–1975)

  - Kormányfő - Fejszál király (1962–1975)
- Szíria (köztársaság)
  - Államfő - Amin al-Hafiz (1963–1966), lista
  - Kormányfő - 
    1. Amín al-Hafíz (1963–1964)
    2. Szalah al-Din al-Bitar (1964)
    3. Amín al-Hafíz (1964–1965), lista
- Tajvan (köztársaság)
  - Államfő - Csang Kaj-sek (1950–1975), lista
  - Kormányfő - Jen Csiakan (1963–1972), lista
- Thaiföld (parlamentáris monarchia)
  - Uralkodó - Bhumibol Aduljadezs király (1946–2016)
  - Kormányfő - Thanom Kittikacsorn (1963–1973), lista
- Törökország (köztársaság)
  - Államfő - Cemal Gürsel (1960–1966), lista
  - Kormányfő - İsmet İnönü (1961–1965), lista
- Dél-Vietnám
  - Államfő - 
    1. Dương Văn Minh (1963–1964)
    2. Nguyễn Khánh (1964)
    3. Dương Văn Minh (1964)
    4. Nguyễn Khánh (1964)
    5. Ideiglenes Vezetői Tanács (1964)
    6. Dương Văn Minh (1964)
    7. Phan Khắc Sửu (1964–1965), lista

  - Kormányfő - 
    1. Nguyễn Ngọc Thơ (1963–1964)
    2. Nguyễn Khánh (1964)
    3. Nguyễn Xuân Oánh (1964)
    4. Nguyễn Khánh (1964)
    5. Trần Văn Hương (1964–1965), lista
- Észak-Vietnam
  - A kommunista párt főtitkára - Lê Duẩn (1960–1986), főtitkár
  - Államfő - Ho Si Minh (1945–1969), lista
  - Kormányfő - Phạm Văn Đồng (1955–1987),[21] lista

## Óceánia
- Ausztrália (parlamentáris monarchia)
  - Uralkodó - II. Erzsébet királynő, Ausztrália királynője, (1952–2022)
  - Főkormányzó - William Sidney (1961–1965), lista
  - Kormányfő - Sir Robert Menzies (1949–1966), lista
- Nyugat-Szamoa (parlamentáris monarchia)
  - Uralkodó - Malietoa Tanumafili II, O le Ao o le Malo (1962–2007)
  - Kormányfő - Fiame Mata'afa Faumuina Mulinu’u II (1959–1970),[22] lista
- Új-Zéland (parlamentáris monarchia)
  - Uralkodó - II. Erzsébet királynő, Új-Zéland királynője (1952–2022)
  - Főkormányzó - Sir Bernard Fergusson (1962–1967), lista
  - Kormányfő - Sir Keith Holyoake (1960–1972), lista